# Школа

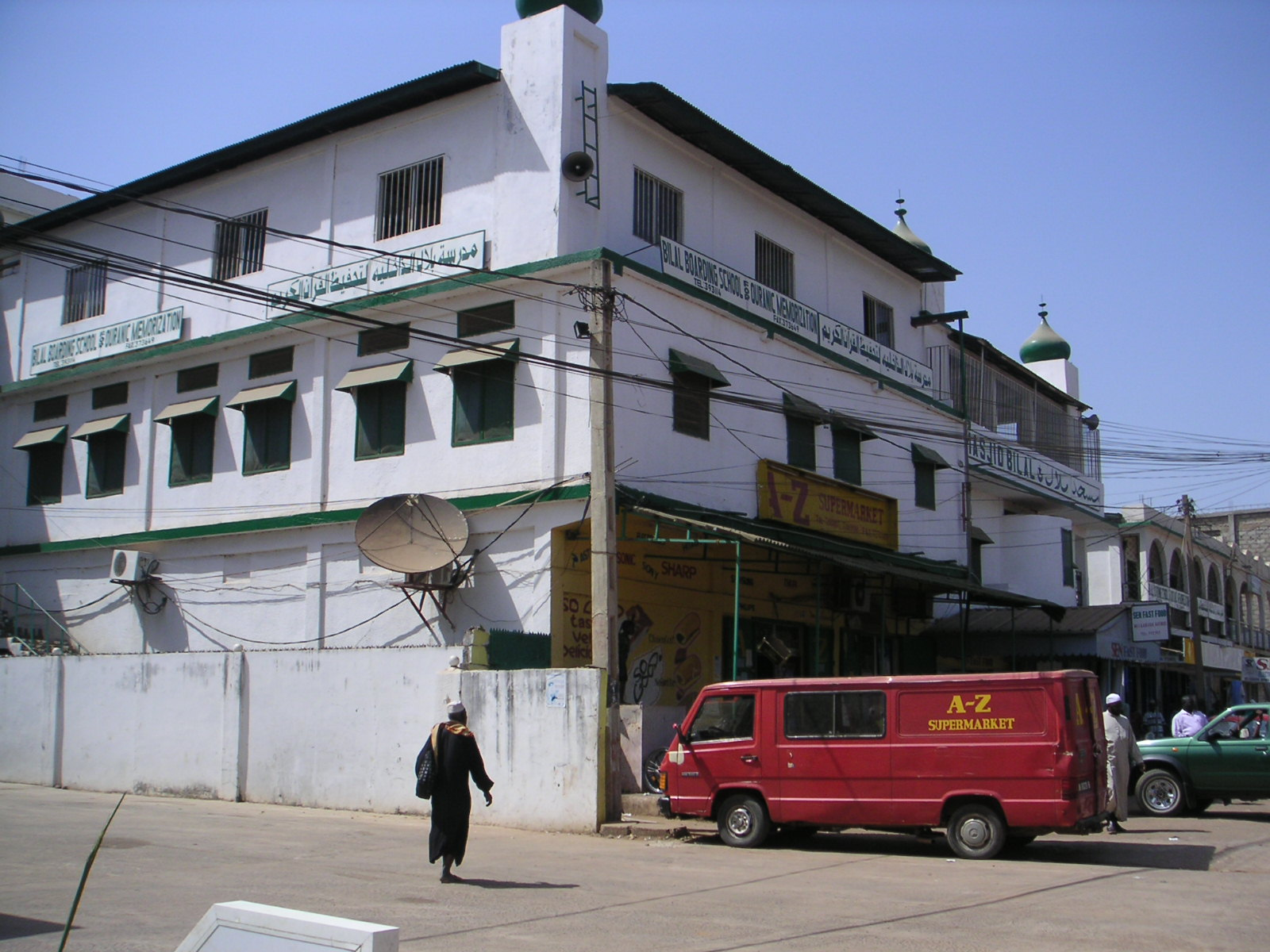
Школа в Гамбії

Шко́ла (від грец. σχολή — «відпочинок», пізніше «ті, кого повчають») — заклад освіти, зазвичай початкової або середньої освіти, але також іноді й вищої (наприклад, Вища школа бізнесу) або спеціальної (наприклад, Київська школа економіки) освіти.
Школа — це навчальний заклад, призначений забезпечувати навчальний простір і середовище для навчання учнів (або "студентів") під керівництвом вчителів. У більшості країн існує система формальної освіти, яка часто є обов’язковою. У цих системах учні проходять низку шкіл. Назви цих шкіл різняться залежно від країни, але загалом охоплюють початкову школу для маленьких дітей та середню школу для підлітків, які закінчили початкову освіту. Заклад, де здобувають вищу освіту, зазвичай, називають коледжем або університетом. 
На додаток до цих основних шкіл, учні певної країни можуть також відвідувати школи до початкової освіти (Дошкільний навчальний заклад в Україні). Дитячий садок чи дошкільний навчальний заклад, забезпечують певне навчання дуже маленьких дітей (як правило, віком 3-5 років). Університет, професійно-технічне училище, коледж чи семінарія можуть бути доступні після середньої школи. Школа може бути присвячена одній певній галузі, наприклад, школа економіки, музична школа чи школа танцю. Альтернативні школи, можуть передбачати нетрадиційні навчальні програми та методи.
Недержавні школи, також відомі як приватні школи, можуть знадобитися, коли уряд не забезпечує відповідних або певних освітніх потреб. Інші приватні школи також можуть бути релігійними, такі як християнські школи, гурукула (індуїстська школа), медресе (арабські школи), хаузи (шиїтські мусульманські школи), єшиви (єврейські школи) та інші; або школи, які мають вищий рівень освіти чи прагнуть сприяти іншим особистим досягненням. До шкіл для дорослих належать заклади корпоративного навчання, військової освіти та бізнесу — бізнес-школи.
У домашньому чи дистанційному навчанні, освіта здобувається відокремлено від навчального закладу, або у віртуальній школі за межами звичної шкільної будівлі, відповідно. Школи зазвичай, утворено за кількома різними організаційними моделями, в тому числі існують: відомчі, малі навчальні громади, академії, школи при школі.
Час проведений у школі чи іншому навчальному закладі, зазвичай запам'ятовується на все життя.

## Форми шкіл
- Загальноосвітня школа
- Гімназія
- Ліцей

## Освітній процес

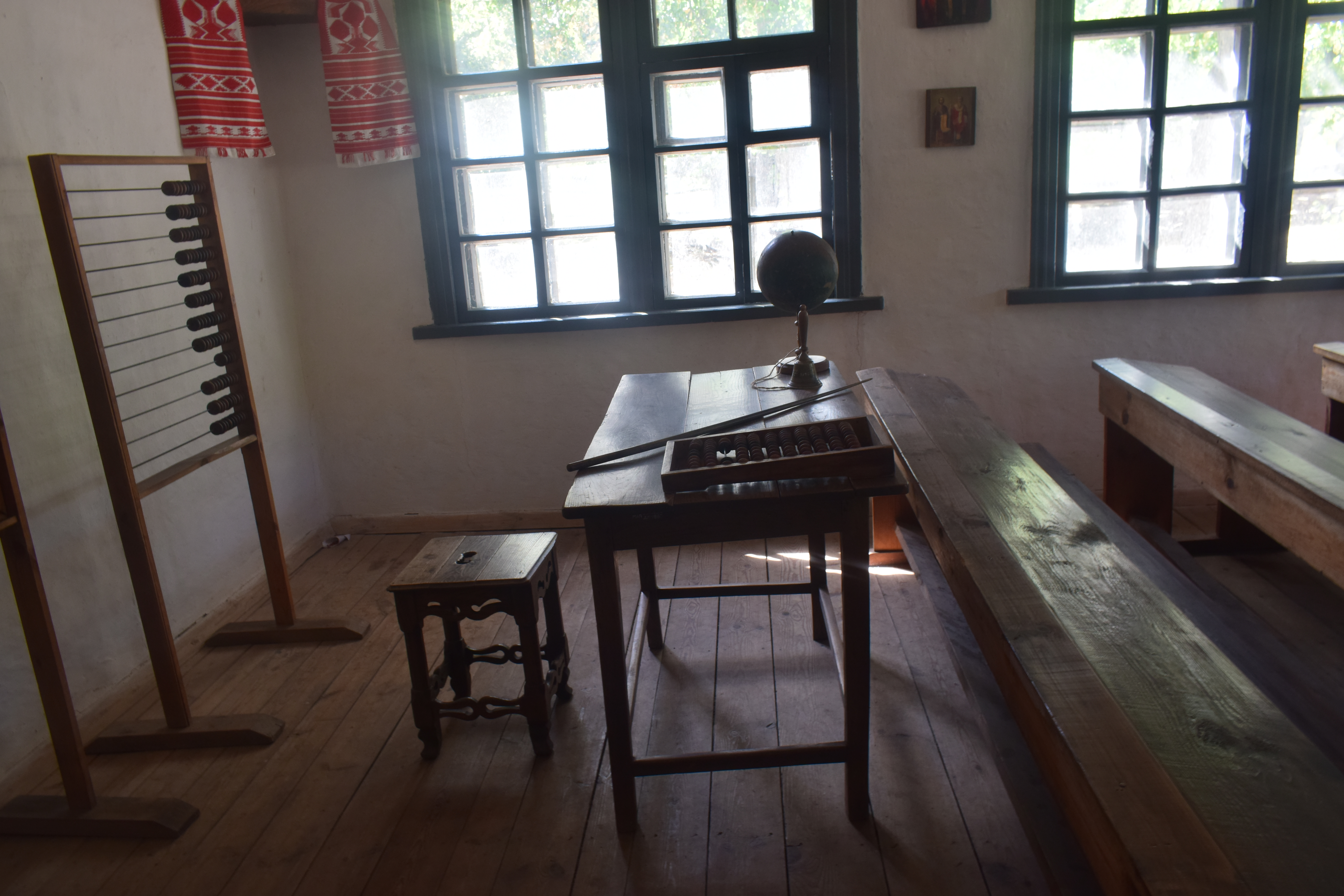
Інтер'єр сільської школи початку XX ст. із села Лоташеве

У різний час, школа складалася з 10—12 класів, які діляться на 3 ступені — молодші, середні, старші. Школу відвідують в дитячому віці. Вивчають навчальні предмети. Щоби закінчити навчальний заклад, необхідно скласти іспити, учні отримують «Атестат зрілості» (термін, широко вживаний в радянську добу). Нині (ХХІ ст.) в Україні, учні після завершення навчання у школі, отримують Свідоцтво про базову або повну середню освіту. У деяких країнах, що розвиваються, шкільна система не розвинена досі. Станом на 2021 рік офіційна шкільна програма складається з 1-11 класів.

## Фінансування
Школа утримується за кошти держави або приватних осіб (благодійників) і громад.

## Складові більшості шкіл
Школи організовують простір, призначений для викладання та навчання. Класи, де навчаються вчителі й учні, мають найважливіше значення, але типові школи залежно від можливостей і регіону, можуть передбачати інші особливості:
- Кафетерій (громадський), їдальня чи їдальні, де учні обідають, снідають або можуть придбати закуски;
- Спортивний (дитячий) майданчик, тренажерний зал тощо, де школярі беруть участь у спортивній/фізичній практиці;
- Центральна аудиторія/зала для шкільних театральних і музичних постановок. Там зазвичай організуються всі шкільні заходи;
- Офіс для адміністративної роботи школи;
- Бібліотека, де учні можуть знайти потрібну інформацію, спитати про допомогу бібліотекарів і таке інше;
- Спеціалізовані кабінети, в тому числі лабораторії для природно-наукової освіти;
- Комп'ютерні класи із доступом до мережі Інтернет.

## Види шкіл
За характером отримуваних знань:
- загальноосвітні
- професійні (спеціальні)

за рівнем навчання:
- початкові
- неповні середні
- середні
- вищі

за статтю:
- чоловічі
- жіночі
- сумісного навчання

за ставленням до релігії:
- світські
- релігійні (конфесійні)

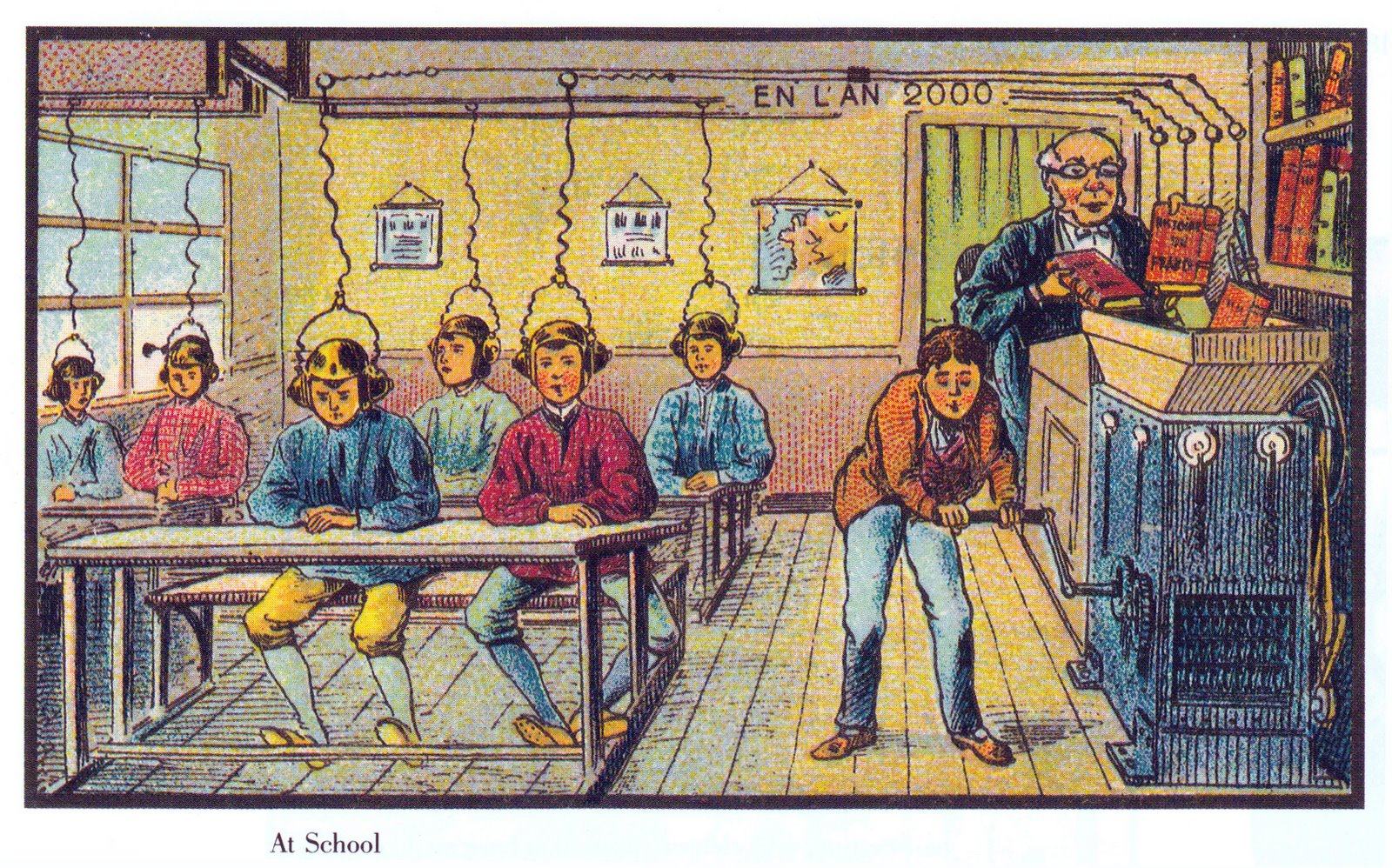
Картка серії "Франція 2000 року" - "Школа майбутнього", 1910 рік

У сучасному світі, школа відіграє визначальну роль у здійсненні права на освіту. Школа — основний інститут загального навчання. Зміст навчання та виховання в школі залежать від економічного і культурного розвитку суспільства. Криза школи, тобто невідповідність її потребам суспільства, розв'язується шкільною реформою.